# Dufourea echinocacti
Dufourea echinocacti is een vliesvleugelig insect uit de familie Halictidae. De wetenschappelijke naam van de soort is voor het eerst geldig gepubliceerd in 1939 door Timberlake.